# اولودنیز
اولودنیز (به ترکی استانبولی: Ölüdeniz) یک دهکدهٔ کوچک تفریحی در منطقهٔ فتحیه استان موغله، واقع در جنوب غربی کشور ترکیه است. این منطقه در قسمت شمالی به کوه و در قسمت جنوبی به سواحل دریای اژه محدود می‌شود. سواحل این دهکده به شکل شنی است. واژهٔ اولودنیز به معنای دریای مرده است.
این منطقه یکی از برترین مناطق انجام ورزش پاراگلایدینگ در جهان است.

## نگارخانه

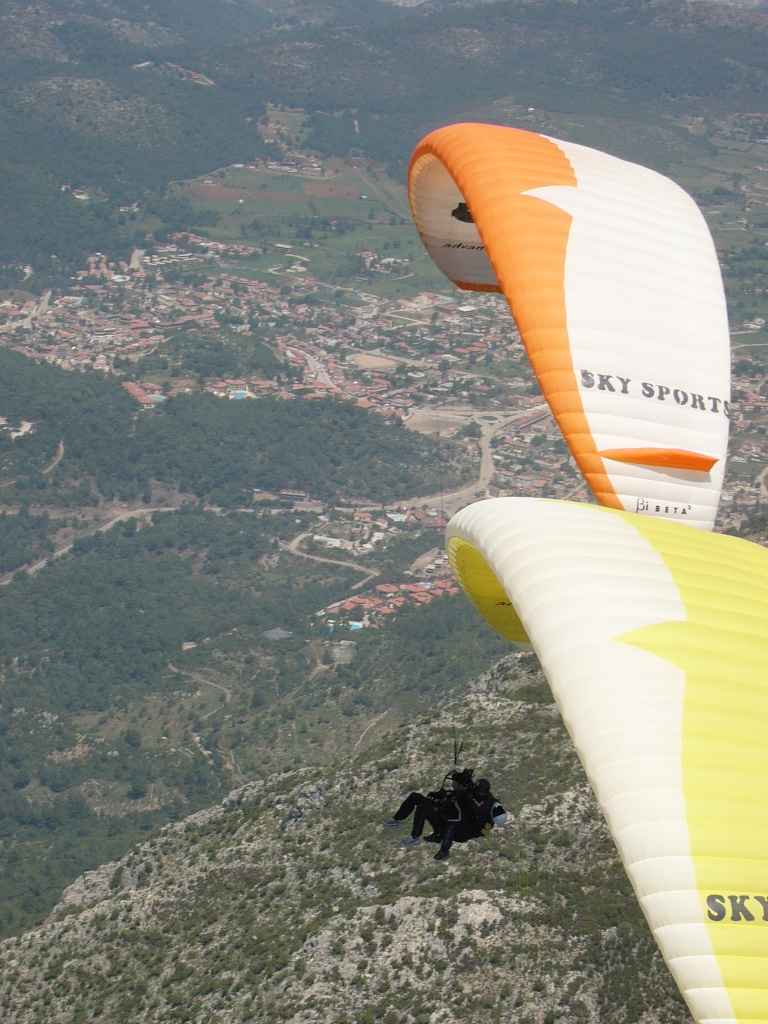
پاراگلایدینگ در اولودنیز
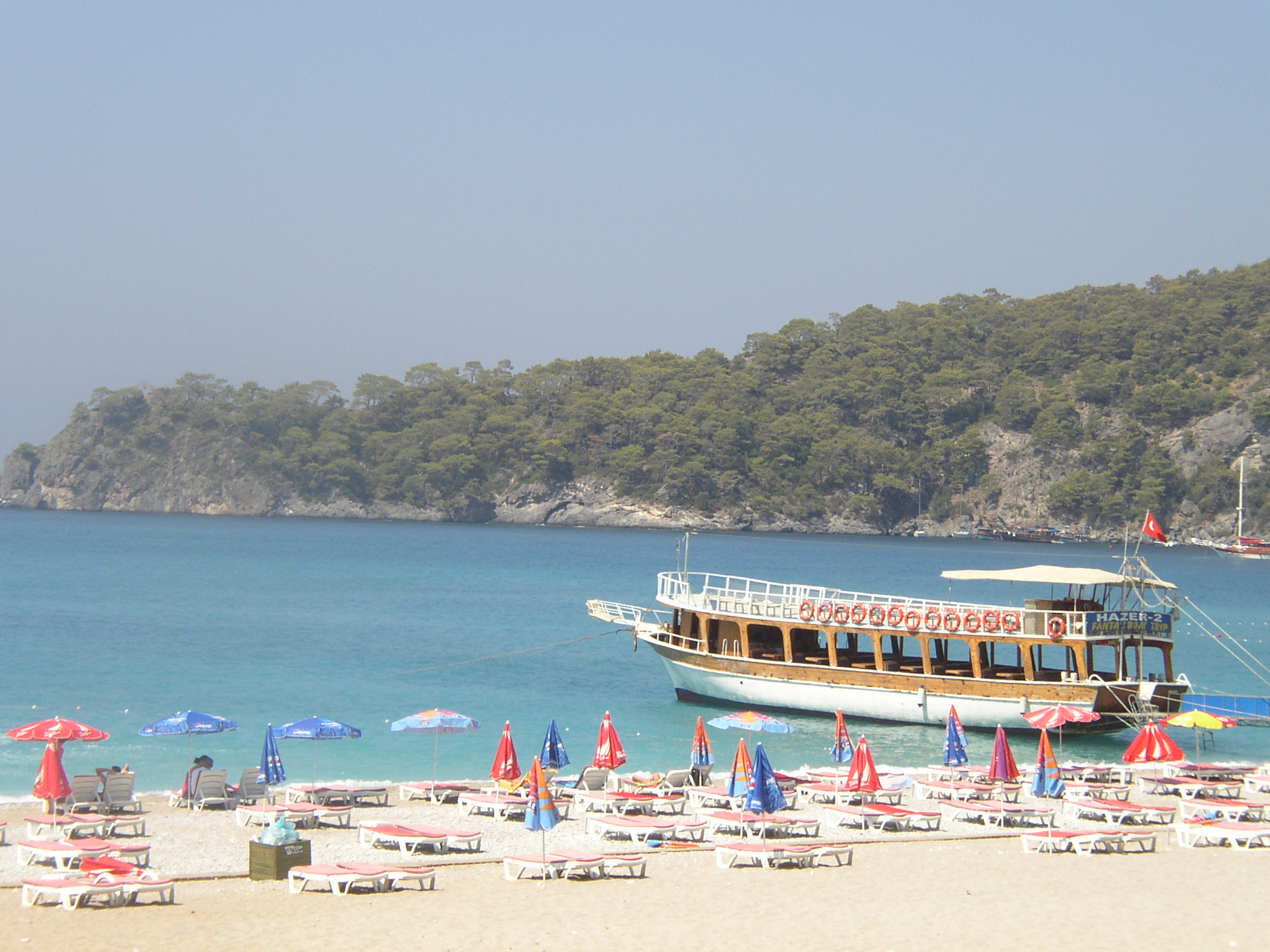
سواحل اولودنیز
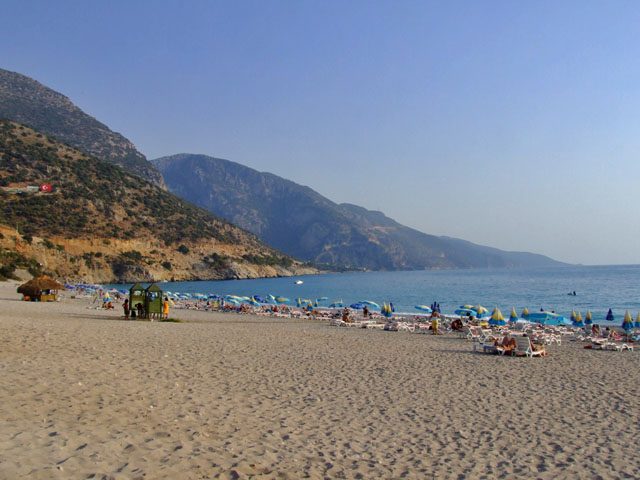
سواحل اولودنیز
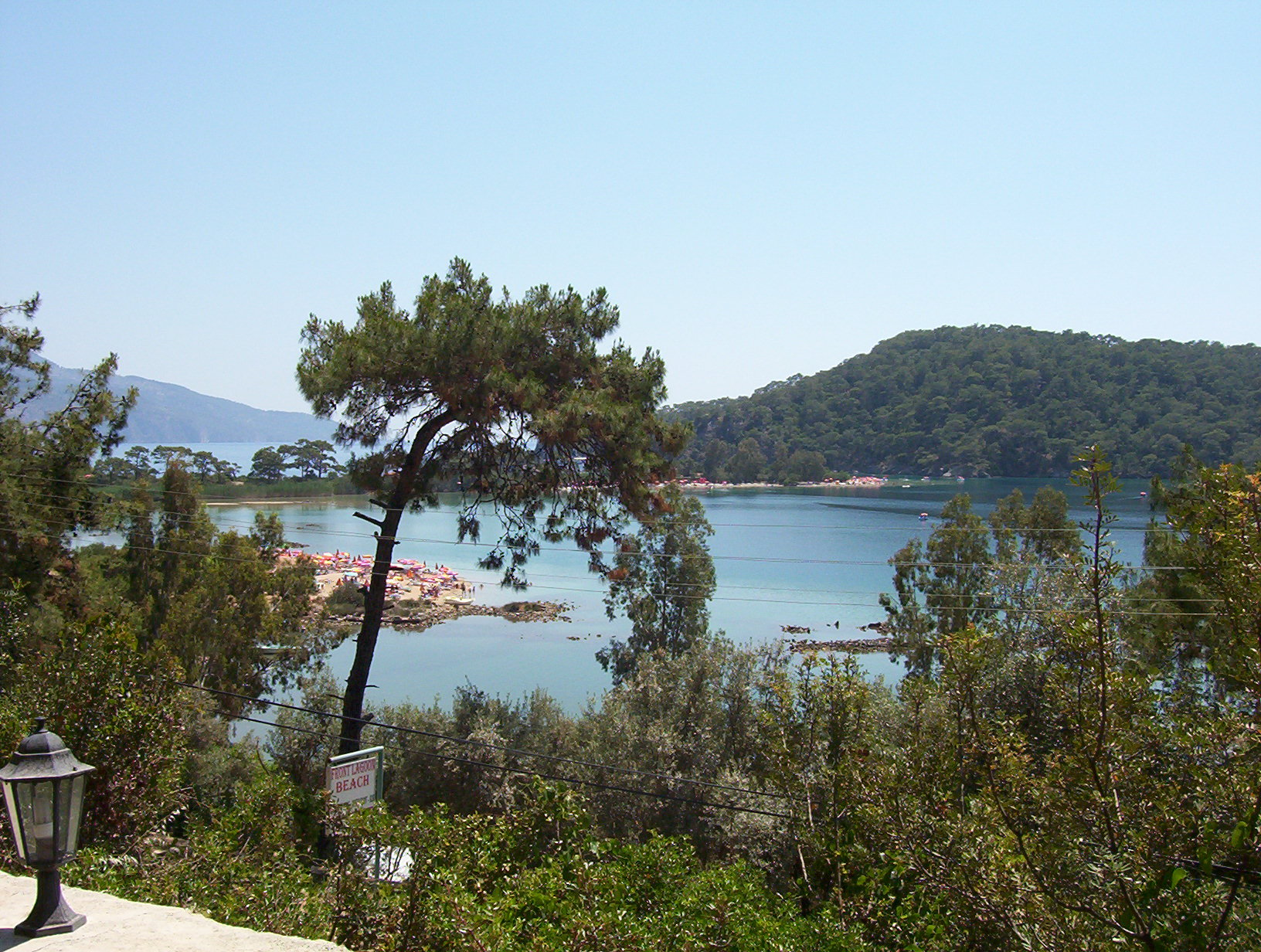
تالاب آبی